# Hrvatski ovčar
Hrvatski ovčar je pasmina psa podrijetlom iz Hrvatske. To je hrvatska autohtona pasmina i potječe od pasa koje su Hrvati doveli sa sobom migrirajući u ove krajeve. Danas se najviše uzgajaju u Slavoniji. Hrvatski ovčar je vrlo inteligentna životinja sa snažnom potrebom za ljudskim društvom. Posjeduje dobro razvijen ovčarski nagon te je izvrstan pas čuvar. U FCI priznat je pod rednim brojem #277.

## Standardi
Hrvatski ovčar je na granici srednje visine (visina u grebenu u oba spola je između 40 i 50 cm), crne je boje s kratkom dlakom na glavi i nogama, na ostatku tijela dlaka je duža, gusta, valovita do kovrčava. Pas je izduženog formata (10 % je duži od visine).
Glava mu je relativno laka s ukupnom dužinom glave od 20 cm. Usmjereno je dug, srednje snažan, dubok, dobro zaobljen i mišićav, a rep mu je zavinut na leđa.

## Povijest pasmine
Sudeći prema pisanim dokumentima, izgled ovog psa nije se bitno promijenio od 14. stoljeća do danas. Vjerojatno zato što posjeduje odličan nasljedni instinkt za rad s ovcama i govedima, selekcija na račun upotrebljivosti (radnih sposobnosti) spontano se provodila, što je dodatno rezultiralo i s njegovim skladnim izgledom. Najstariji zapis o hrvatskom ovčaru - “Canis pastoralis croaticus" iz 1374. godine - pronašao je, u arhivama đakovačke biskupije "otac pasmine" - veterinar prof. dr. Stjepan Romić. U tom dokumentu đakovački biskup Petar navodi da je pas visok oko 3 pedlja (oko 45 cm), da je obrastao srednje dugom kovrčavom dlakom crne boje, da mu je glava obrasla kratkom dlakom, da je polustršećih i stršećih ušiju te da je vrlo dobar za čuvanje stada svih domaćih životinja. Također navodi da su ga Hrvati doveli sa sobom u 7. stoljeću prilikom seobe u Hrvatsku iz prvobitne domovine.
Sa sustavnim uzgojnim programom već spomenuti prof. Stjepan Romić započeo je 1935. godine sa psima s đakovačkog područja. Poslije 34 godine rada, pasminu je FCI napokon priznao 1969. godine.

## Vanjske poveznice
- Neven Knežević/Amoreta Bajto: Canis pastoralis croaticus u programu Radio Osijeka  Arhivirana inačica izvorne stranice od 19. veljače 2021. (Wayback Machine) (Knjiga “Hrvatski ovčar - hrvatsko kinološko blago” Nikole Klemena), Hrvatski radio - Radio Osijek, 19. lipnja 2015.

### Ostali projekti
|  | Zajednički poslužitelj ima stranicu o temi Hrvatski ovčar    |
|  | Zajednički poslužitelj ima još gradiva o temi Hrvatski ovčar |

### Hrvatske autohtone pasmine
- HKS, hrvatske autohtone pasmine